# Заставе Азије
Списак застава у Азији.

## Међународне
- Заједница независних држава
- ОПЕК

## Средња Азија
- Застава Казахстана
- Застава Киргистана
- Застава Таџикистана
- Застава Туркменистана
- Застава Узбекистана

## Источна Азија
- Застава Кине
- Застава Републике Кине
- Застава Јапана
- Застава Северне Кореје
- Застава Јужне Кореје
- Застава Монголије

## Југоисточна Азија
- Застава Брунеја
- Застава Камбоџе
- Застава Индонезије
- Застава Лаоса
- Застава Малезије
- Застава Мјанмара
- Застава Филипина
- Застава Сингапура
- Застава Тајланда
- Застава Источног Тимора
- Застава Вијетнама

## Јужна Азија
- Застава Авганистана
- Застава Бангладеша
- Застава Бутана
- Застава Индије
- Застава Ирана
- Застава Малдива
- Застава Непала
- Застава Пакистана
- Застава Шри Ланке

## Западна Азија
- Застава Бахреина
- Застава Ирака
- Застава Израела
- Застава Јордана
- Застава Кувајта
- Застава Либана
- Застава Омана
- Застава Катара
- Застава Саудијске Арабије
- Застава Сирије
- Застава Уједињених Арапских Емирата
- Застава Јемена

## Кавказ
- Застава Јерменије
- Застава Азербејџана
- Застава Кипра
- Застава Грузије
- Застава Турске